# Amaethon
Amaethon o Amathaon (gallese "grande aratore") era un figlio di Dôn e una presunta divinità agraria.

## Fonti
Il principale riferimento su Amaethon appare nella prosa medievale gallese Culhwch e Olwen. In una delle impossibili prove che Culhwch deve terminare per avere la mano di Olwen, Amaethon è l'unico uomo che può arare un certo terreno.
Nel poema gallese Cad Goddeu un possibile riferimento cita Amaethon/Amathaon, ma il passaggio è oscuro. Una possibile interpretazione è che lui ruba un cane, una pavoncella e un capriolo ad Arawn, re di Annwn (l'Oltretomba) generando una battaglia tra Arawn e i figli di Dôn. Gwydion usa il suo bastone magico per trasmorfare alberi in guerrieri e aiutare i figli di Dôn a vincere.
In una delle triadi inventate da Iolo Morganwg, Amaethon insegna magia a suo fratello Gwydion (questa triade viene considerata falsa).

## Etimologia
Il teonimo Amaethon può derivare dal proto-celtico *Ambaxtonos ("Grande Aratore"), una forma accrescitiva di ambactos (da *ambhi-ag-to-). Ma può anche derivare dal gallese amaeth ("agricoltura").